# Movimento del Futuro
Il Movimento del Futuro  (in arabo تيار المستقبل, Tayyar Al-Mustaqbal) è un partito politico libanese fondato nel 2005 da Saad Hariri, sunnita, figlio dell'ex primo ministro Rafiq Hariri.
Alle ultime elezioni legislative del 2009 è risultato, con 30 seggi su 128, il partito con la maggioranza relativa dell'Assemblea Nazionale.

## Storia
Nel 1993 Rafiq Hariri aveva fondato, a Beirut, la stazione televisiva "Future TV" e fondato un quotidiano, al-Mustaqbal, "Il Futuro".
Dopo la morte di Rafiq Hariri, assassinato a Beirut il 14 febbraio 2005 insieme ad altre 21 persone, una serie di manifestazioni di protesta contro la Siria, che controllava il paese, seguirono il funerale. Queste manifestazioni furono denominate "Rivoluzione dei cedri".
Il figlio di Rafiq al-Hariri, Saʿd Harīrī, in vista delle elezioni che si sono tenute nel giugno 2005 strinse un'alleanza con i maroniti delle Falangi libanesi di Pierre Amine Gemayel e delle Forze Libanesi di Samir Geagea e con il Partito Socialista Progressista di Walid Jumblatt, creando così la coalizione denominata del 14 marzo di orientamento filo-occidentale e antisiriano, che vinse le elezioni. Il partito ottenne 35 seggi e indicò Fouad Siniora come primo ministro.
Anche le successive elezioni del 2009 hanno visto la vittoria della coalizione 14 marzo  e Saʿd Ḥarīrī ha ricevuto dal presidente Michel Suleiman il compito di formare un nuovo governo. di unità nazionale anche con gli sciiti, restando Primo ministro fino al 2011.
Il partito è un membro osservatore dell'Internazionale Liberale.